# Mefjus
Mefjus, de son vrai nom Martin Schober, (né le 31 août 1988) est un producteur et DJ autrichien de drum and bass, et ingénieur du son originaire d'Allhaming, près de Linz.

## Biographie
En 2012, Mefjus reçoit le prix du meilleur producteur débutant lors des Drum&Bass Arena Awards. Après de nombreux singles et EP, Mefjus sort son premier album Emulation chez Critical Music en 2014. S'inspirant du titre, Mefjus produit la chanson Emulation de manière entièrement synthétique, sans matériel audio supplémentaire, avec le synthétiseur FM8 de Native Instruments. En 2015, Mefjus reçoit le prix du meilleur album aux Drum&Bass Arena Awards pour Emulation. En 2015, Mefjus publie, avec Noisia et Hybris, les deux morceaux Clusterfunk et Reptilians sur l'EP Incessant de Noisia.
En tant que DJ, Mefjus se produit non seulement dans de nombreux clubs, mais aussi, entre autres, au Let It Roll Festival, Exit Festival, Urban Art Forms Festival, Festival de Dour, Pukkelpop, Pirate Station Festival, Outlook Festival, Noisia Invites Festival, Stroga Festival  et FM4 Frequency.
En 2018, Mefjus reçoit le prix du meilleur producteur et du meilleur album pour Manifest lors des Drum&Bass Arena Awards. 